# La prueba del sueño
"La Prueba del Sueño" es el episodio número 63 de la serie de televisión de la HBO Los Soprano. Escrito por el creador de la serie y productor ejecutivo David Chase y por el productor supervisor Matthew Weiner, y dirigido por Allen Coulter, se trata del undécimo episodio de la quinta temporada de la serie. Fue emitido por primera vez en los Estados Unidos el 16 de mayo de 2004. Este episodio es especial por cuanto contiene una elaborada secuencia de 20 minutos de un sueño, aludido en el título, en la que aparecen numerosos actores de temporadas anteriores en el papel de sus personajes.

## Reparto
- James Gandolfini como Tony Soprano
- Lorraine Bracco como Dr. Jennifer Melfi
- Edie Falco como Carmela Soprano
- Michael Imperioli como Christopher Moltisanti
- Dominic Chianese como Corrado Soprano, Jr.
- Steven Van Zandt como Silvio Dante
- Tony Sirico como Paulie Gualtieri
- Robert Iler como Anthony Soprano, Jr.
- Jamie-Lynn Sigler como Meadow Soprano
- Drea de Matteo como Adriana La Cerva
- Aida Turturro como Janice Soprano Baccalieri
- Steven R. Schirripa como Bobby Baccalieri
- John Ventimiglia como Artie Bucco
- Kathrine Narducci como Charmaine Bucco
- y Steve Buscemi como Tony Blundetto

### Estrellas invitadas
- Leslie Bega como Valentina La Paz
- Annette Bening como ella misma / Mrs. DeTrolio
- Chris Caldovino como Billy Leotardo
- John Fiore como Gigi Cestone
- Robert Funaro como Eugene Pontecorvo
- John Heard como Vin Makazian / Mr. DeTrolio
- Will Janowitz como Finn DeTrolio
- Tony Lip como Carmine Lupertazzi
- Joe Pantoliano como Ralph Cifaretto
- Vincent Pastore como Big Pussy Bonpensiero
- David Proval como Richie Aprile
- Richard Portnow como Harold Melvoin
- Joe Santos como Angelo Garepe
- Al Sapienza como Mikey Palmice
- Annabella Sciorra como Gloria Trillo
- Joseph Siravo como Johnny Boy Soprano
- Frank Vincent como Phil Leotardo
- Charley Scalies como el entrenador Molinaro
- Rae Allen como La tía Quintina Blundetto
- Dennis Aloia como Justin Blundetto
- Kevin Aloia como Jason Blundetto
- Jimmy Collins como Charlie Garepe
- Roslyn Ruff como recepcionista del Hotel Plaza
- Didi Wong como Jade Escort
- Ángel Feliciano como Bellman

## Resumen del episodio
Tony Soprano acaba de tener relaciones sexuales con su novia, Valentina La Paz, que se dispone a prepararle el desayuno en su apartamento. Por accidente, prende fuego a la manga de su kimono y sufre quemaduras de diversa gravedad, a pesar de que Tony acude rápidamente a socorrerla. Más tarde, Tony visita a Valentina en la unidad de quemados del hospital y la encuentra desorientada, confundiéndolo con un cirujano. Después Tony visita a su primo Tony B en casa de su madre, y aunque nota que algo extraño en su comportamiento, no sabe que Tony B se ha enterado del asesinato de su antiguo amigo y compañero de celda, Angelo Garepe, ocurrido la noche anterior. Tony B le dice a su primo que debe llevar a sus hijos gemelos a casa de su madre temprano y Tony se marcha.
Angelo conduce a casa después de comprarle a su nieto en Costco un cochecito de juguete, cuando se encuentra con Phil y Billy Leotardo, que le hacen señas para que se detenga. Le mienten diciéndole que Johnny Sack quiere verlo inmediatamente y, cuando se gira para dirigirse a su automóvil, lo estrangulan, lo golpean y lo lanzan al maletero del coche de Phil, donde lo cubren con un plástico y le disparan en la cabeza, a pesar de las súpicas de Angelo para que no lo hicieran.
Con la intención de descansar bien por la noche e irritado por su asistenta doméstica, Tony se registra en una suite de lujo en el Hotel Plaza de Nueva York, bajo el pseudónimo de Sr. Petraglia, y por poco se topa con su terapeuta, la Dra. Melfi. Por la tarde, Tony, aburrido, empieza a beber y telefonea a Charmaine Bucco, cuya atracción por ella ha admitido previamente a Tony B. Cuando ella contesta, él no responde y ella cuelga el teléfono después de pedir al llamante anónimo que deje de hacerlo, sugiriendo que Tony la ha llamado más de una vez. Mientras zapea, Tony ve un anuncio de una agencia de escorts y llama para pedir una chica asiática. Después roba un periódico de la puerta de la suite contigua y recibe un mensaje de voz de Silvio Dante, en el que lo informa sobre el asesinato de Garepe. Tony llama inmediatamente a Tony B, pero su primo, ilocalizable, no contesta a su teléfono móvil y Tony se preocupa sobre como pueda reaccionar a la noticia de la muerte de Angelo. Tony llama corriendo a su tía Quintina en el casino de su primo y al Bada Bing! y les dice a todo el mundo que le diga a Tony B que lo está buscando. Entonces llega la prostituta y en un determinado momento Tony se duerme y tiene un largo y vívido sueño.
Al principio del sueño, se despierta junto al fallecido Carmine Lupertazzi, que le dice a Tony que se encuentra muy solo “en el otro lado” y que echa mucho de menos a su esposa. Tony entonces recibe una llamada y una voz le dice que debe matar a alguien. A continuación, Tony está sentado en la oficina de la Dra. Melfi, pero en vez de la terapeuta se encuentra su exnovia, la difunta Gloria Trillo, con la que charla comentando lo tóxica que era su relación y cómo murió demasiado joven para haber tenido hijos. Ella apunta al televisor de la esquina de la habitación y le pregunta “¿Estás preparado para lo tienes que hacer?”.
A continuación, Tony se encuentra en el asiento trasero del Cadillac de 1959 de su padre, Johnny Boy Soprano, en el asiento del conductor; en el coche hay varios hombres ya fallecidos, bien por sus propias manos o bajo sus órdenes, como Big Pussy Bonpensiero y Mikey Palmice. Cuando Tony mira a Mikey y le dice que sabe que está soñando, él le responde “Yo no opinio. De una forma o de otra”. Mikey se gira brevemente a Artie Bucco, que se limita a mirar a Tony y decir “¿Qué?”. Cuando Tony pregunta a dónde van, Pussy, que ahora se ha convertido en Ralph Cifaretto, mira a su alrededor y dice, “Te estamos llevando al trabajo”,  mientras entran en la casa de Tony y Carmela.
El siguiente segmento del sueño empieza con Tony despertándose y preparándose para ir a cenar al Nuovo Vesuvio con Carmela y conocer a los padres de Finn DeTrolio, el novio de Meadow. Tony se distrae viendo, en el televisor de la cocina, clips de distintas películas, como China Town y Scrooge. Cuando finalmente llegan al restaurante, el padre de Finn es en realidad el fallecido detective Vin Makazian. En el sueño, la actriz Annete Bening interpreta el personaje de la madre de Finn. Finn en ocasiones de convierte en A.J. durante el transcurso de la cena, como cuando discuten su decepción con Finn. A Tony empiezan a caérsele algunos dientes de forma espontánea y no puede hacer nada para prevenirlo. Vin Makazian/Sr. DeTrolio empieza a cantar “Three Times a Lady” y todo el mundo en la mesa está encantado, excepto Tony, que intenta atraer la atención de Annete Bening hasta que ella acaba enfadándose, molesta. Tony y el padre de Finn van entonces al servicio. Cuando Tony entra en la cabina del baño, mira en el hueco de la cisterna del retrete buscando un arma, que no está allí, en clara referencia a “El Padrino”. Vin le pregunta a Tony “¿Vas a ser capaz de conseguirlo?”, a lo que él contesta “Hice mis deberes”, rebusca en su bolsillo y saca una edición de bolsillo de The Valachi Papers.
Tony entonces oye disparos fuera y cuando atraviesa a la muchedumbre que se ha congregado allí, ve a Tony B disparando a Phil Leotardo en su coche. Gloria Trillo, ahora supuestamente una reportera, entrevista a un moribundo Phil que comenta que tiene hijos y nietos, antes de que Tony B finja matarlo mímicamente poniendo los dedos en forma de pistola.  Uno de los presentes grita “¿Por qué no lo detuviste?”, a lo que Tony dice que no tenía ningún arma, pero la gente lo abuchea. De repente, el día se convierte en noche y Tony huye corriendo de la gente que lo persigue, entre los que se encuentran Annette Bening, Carmela, Paulie Walnuts, Harold Melvoin y otros rostros familiares de gente que todavía está viva; algunos llevan ropajes antiguos y portan horcas y antorchas, como en Frankenstein. Tony corre por un largo y oscuro callejón y Lee Harvey Oswald le dispara con un rifle de alta potencia desde la ventana de un tercer piso. Al final del callejón, ve un siniestro deportivo negro, del que se escucha música rap. De repente, Artie Bucco aparece de una puerta cercana, y él y Tony escapan juntos, de nuevo en el viejo coche de su padre, en esta ocasión con Artie al volante. Tony mira en el asiento trasero y ve al difunto Richie Aprile y Gigi Cestone, dos capos de la banda de Aprile que desaparecieron justo después de tomar el control de la banda “maldita”. Tony de repente aparece teniendo sexo salvaje con la mujer de Artie, Charmaine Bucco, que chupa el pulgar de Tony mientras Artie le va dando consejos.
El sueño salta de repente a Tony en la sala de estar de su casa, montado en su caballo de carreras Pie-O-My, al que acaricia afectuosamente el cuello. Le dice a Carmela que quiere volver a casa, pero ella le responde lo mismo que cuando A.J. pidió volver: “Hay algunas condiciones no negociables”. En este caso, la condición es que el caballo no puede quedarse porque Tony nunca limpia su suciedad.
El último encuentro en el sueño de Tony se produce en el instituto cargado con una pistola y silenciador, aparentemente preparado para asesinar a su antiguo entrenador de fútbol, el entrenador Molinaro. El entrenador inmediatamente se percata de que Tony está escondido, y empieza a criticar su vida, remarcando que Tony tenía “todos los prerrequistos para liderar a jóvenes en el campo del deporte” y cómo no tendría que haber sido un delincuente y vivir con todo el estrés y el sentimiento de culpa que conlleva la vida del crimen. Cuando Tony ya ha tenido suficiente e intenta disparar a Molinaro, su pistola se encasquilla y las balas empiezan aparentemente a derretirse en sus manos; el entrenador continua mofándose de él por no estar preparado, hasta que Tony despierta de su sueño sobresaltado.
Poco después, Tony recibe la visita de Christopher, que le informa de que Tony B efectivamente fue a por los hermanos Leotardo. Mató a Billy e hirió a Phil.
Como todavía no ha amanecido, Tony vuelve a la cama y telefonea a Carmela. Tony cancela su plan de pesca con A.J. y le dice a Carmela que había tenido “uno de sus sueños con el entrenador Molinaro”. Bromean entre ellos y Tony parece contento de saber que Carmela había comido en el Nuovo Vesuvio con sus amigas, antes de preguntarle si donde ella está ya había salido el sol.

## Muertes
- Angelo Garepe: asesinado por Phil y Billy Leotardo.
- Billy Leotardo: asesinado fuera de pantalla por Tony Blundetto para vengar la muerte de Angelo Garepe.